# Francisco Agramunt Lacruz
Francisco Agramunt Lacruz (Valencia, 26 de abril de 1948) es un periodista, crítico de arte, historiador, académico y escritor español.
Es doctor en Bellas Artes por la Universidad Politécnica de Valencia y doctor en Ciencias de la Información por la Universidad Complutense. Director del periódico Noticias y autor de numerosos libros. Además, redactor en la sección de cultura en la delegación en Valencia de la Agencia EFE y coordinador del Centro Regional de RTVE Aitana, así como autor del Diccionario de artistas valencianos del siglo XX.

## Biografía
Francisco Agramunt Lacruz. Hijo del pintor Francisco Agramunt Moreno y hermano del fotógrafo artístico Manuel Agramunt. Cursa estudios de Medicina en la Universidad de Valencia (1967) y en la Escuela Oficial de Periodismo de Madrid (1970). Licenciado y Doctor en Ciencias de la Información por la Universidad Complutense de Madrid con la tesis La vanguardia artística valenciana de los años treinta, dirigida por el doctor Ángel Benito Jaén. En 1993 consigue el doctorado en Bellas Artes por la Facultad de Bellas Artes de San Carlos de la Universidad Politécnica de Valencia con la tesis Un arte valenciano en el exilio y la emigración, bajo la dirección del profesor Juan Ángel Blasco Carrascosa. Miembro de la Asociación Valenciana "Arte Actual" y Tesorero del Círculo de Bellas Artes de Valencia. En 1994 la Real Academia de Bellas Artes de San Carlos de Valencia le nombra académico correspondiente. Compagina su labor periodística con la crítica de arte y la investigación histórico- artística. Miembro de la Asociación Valenciana de Críticos de Arte (AVCA), de la Asociación Española de Críticos de Arte (AECA), de la Asociación Internacional de Críticos de Arte (AICA) y de la Red de Expertos en Patrimonio Cultural y Natural (Proyecto financiado por el Ministerio de Ciencia e Innovación en el marco del Programa Campus de Excelencia Internacional 2010).
Coordinador de la Sección de Cultura, Ciencia, Educación y Arte de la Agencia EFE en la Comunidad Valenciana, actividad que compaginaba con la de crítico de arte, historiador, museógrafo y comisario de exposiciones. Director del diario “Noticias” de la Escuela Oficial de Periodismo (EOP) y crítico de arte de las revistas “Archivo del Arte Valenciano”, “Boletín del Museo e Instituto “Camón Aznar” de Zaragoza, “Avanzada”, ”Valencia Atracción”, “Índice” ,”Triunfo”, ”Historia 16”, “Tiempo de Historia”, “Nueva Historia” y “La Aventura de la Historia”. Colaborador en la página del dominical “Levante- El Mercantil Valenciano”, Coordinador del Centro Regional de RTVE "Aitana" (1976) y Jefe de Sección en la Hoja del Lunes de Valencia (1980). Redactor responsable del Área de Cultura, Universidad y Ciencia en la Delegación de la Agencia EFE en Valencia (1980-2016).  Director del Servicio de Publicaciones de la Universidad Politécnica de Valencia (Colección Homenajes) y profesor de cursos de doctorado en Historia del Arte.

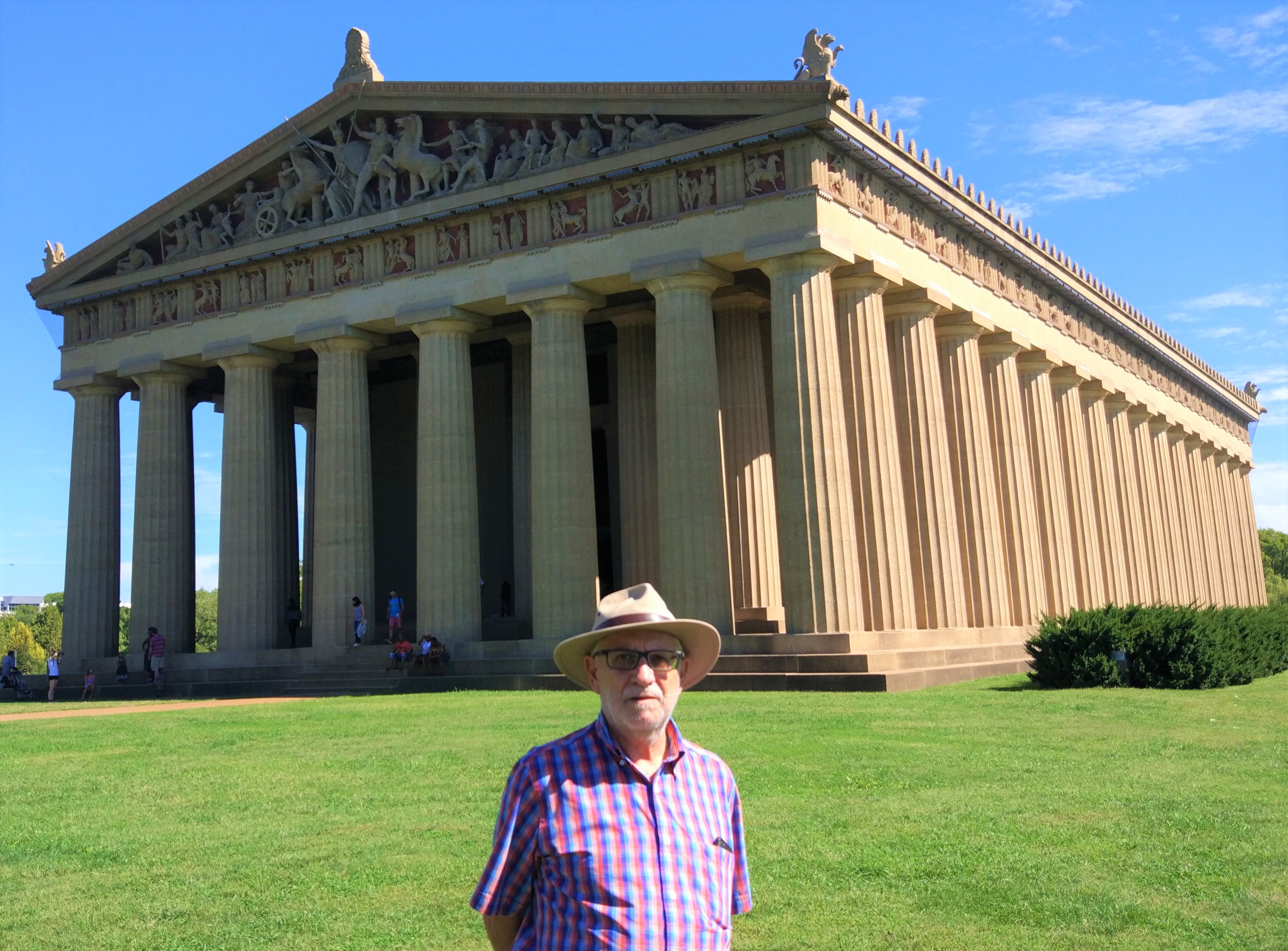
Francisco Agramunt visitando "The Parhenon" en la ciudad norteamericana de Nashville, Tennessee.

## Becas
- Escuela Oficial de Periodismo de Madrid (1971)
- Agencia EFE en la Delegación de Valencia (1971)
- Ministerio de Asuntos Exteriores de Egipto (1971)
- Escuela Oficial de Periodismo de Madrid (1972)
- Alfons Roig de Artes Plásticas de la Diputación Provincial de Valencia; la beca de Investigación del Ministerio de Cultura (1982)
- Bolsa de Viajes al extranjero de la Dirección General del Patrimonio Artístico de la Generalidad Valenciana (1992)

## Obra
- José Gumbau, la rehumanización del arte Ayuntamiento de Villareal (1983)
- El Magisterio artístico de Ernesto Furió Ateneo Marítimo de Valencia (1984)
- Historia del regionalismo valenciano (Ayuntamiento de Alberique) (1984)
- El itinerario pictórico de Juan Bautista Martínez Beneyto (1994)
- Francisco Carreño: un pintor testimonial (1994)
- Francisco Bolinches: un escultor para un pueblo (1995)
- Francisco Lozano: creador del paisaje mediterráneo (1995)
- Artistas valencianos años 30 .Consejo Valenciano de Cultura (1998)
- Un arte valenciano en América (Exiliados y Emigrados) (Consejo de Cultura de la Generalidad Valenciana)  (1998)
- Diccionario de artistas valencianos del siglo XX, autor (1999)
- El oficio de acuarelista. El Mundo pictórico de Juan Sevilla Sáez (2000)
- La lección magistral de José Esteve Edo (Universidad Politécnica de Valencia (2001)
- Artistas valencianos del siglo XX. Los fondos del estudio fotográfico de Toni Sanchis. Diputación Provincial de Valencia. (2000)
- Rafael Sempere. La forja de un acuarelista (Diputación Provincial de Valencia) (2005)
- Arte y represión en la guerra civil. Artistas en cárceles, checas y campos de concentración (Consejería de Cultura y Turismo de la Junta de Castilla y León) (2005)
- La vanguardia artística valenciana de los años treinta. Arte y compromiso político en la II República. Biblioteca Valenciana (2006)
- La saga de los Benlliure. Álbum de retratos de una familia de artistas valencianos. Diputación Provincial de Valencia. (2006)
- José Esteve Edo. La trayectoria vital de un escultor humanista. Diputación de Valencia.  (2007)
- Arte Valenciano. Años 30 (Consejo Valenciano de Cultura)
- José Peris Aragó. Un mitólogo del cine español (Ayuntamiento de Valencia).
- Fondos Artísticos del Círculo de Bellas Artes de Valencia (Círculo de BB.AA de Valencia)
- Arte en las alambradas. Artistas españoles en campos de concentración, exterminio y gulag. Publicaciones de la Universidad de Valencia (2016)
- El exilio artístico español en México Departamento de Publicaciones del Instituto “Juan Gil-Albert” de Alicante (2018)
- Artistas republicanos en el campo de concentración de Portacoeli Editorial L'Eixam. Valencia. (2018)
- Rafael Guastavino. L'arquitecte que va  tabicar el cel Servicio de Publicaciones de la Diputación de Valencia (2022)
- La Odisea artística de Eduardo Muños Orts. El pintor que sobrevivió a Mauthausen Servicio de Publicaciones de la Diputación de Valencia (2022)
- Balbino Giner García. El último bohemio de la Escuela de Paris Servicio de Publicaciones de la Diputación de Valencia (2023)

## Premios
- Premio de Literatura de la Delegación de la Juventud . Valencia, (1967)
- Premio Nacional de Literatura Juvenil (1969)
- Primer Premio Internacional de Ensayo del Círculo de Escritores y Poetas Iberoamericanos de Nueva York (1966)
- Premio Nacional de Relatos “Antonio Rivera” de la Universidad Complutense (1972)
- Premio de Ensayo Colegio Mayor “Alejandro Salazar” de la Universidad de Valencia (1972)
- Accésit del Premio Antonio Marín de la Real Academia de Bellas Artes de Córdoba (1974)
- Primer Premio Internacional de Ensayo “Sigma Delta Pi” de la Universidad de Maine (1974)
- Premio Internacional de Periodismo “Diario de México" (1974)
- Premio “Ciudad de Valencia” de Periodismo de la Caja de Ahorros de Valencia (1977)
- Premio Nacional Ejército de Periodismo del Ministerio de Defensa (1981)
- III Premio de Periodismo del Consejo Social de la Universidad de Valencia (1987)
- Premio Nacional de Periodismo Enresa (1981)
- Premio Nacional de Psicología del Colegio de Psicólogos de Madrid (1982)
- Primer Premio de Divulgación de la Investigación de la Universidad de Valencia (1987)
- Premio de Divulgación de la Investigación del Consejo Social de la Universidad de Valencia (1991)
- Premio “Lucinio Sanz” de Divulgación de la Investigación de la Universidad Politécnica de Valencia ( 2000)
- Premio Nacional de Ensayo “Fray Luís de León” de la Junta de Castilla y León (2004)
- Premio de Ensayo de la Generalidad Valenciana (2005)
- Premio de la Crítica Literaria Valenciana (2005)
- Premio Nacional de Periodismo de Divulgación Científica “Jaime I” de la Generalidad Valenciana (2006)
- Premio Nacional de Periodismo “Noche de las Telecomunicaciones” del Colegio de Ingenieros de Telecomunicaciones de Valencia (2006)